# From the Bottom of My Broken Heart
From the Bottom of My Broken Heart è un singolo della cantante statunitense Britney Spears, pubblicato nel dicembre 1999 come quinto e ultimo estratto dal primo album in studio ...Baby One More Time.

## Descrizione
Il singolo è stato pubblicato solo negli Stati Uniti d'America e in Australia ed è stato scritto e prodotto da Eric Foster White.

## Video musicale
Il video, diffuso unicamente negli Stati Uniti d'America, è stato diretto da Gregory Dark. Viene mostrata Spears raccontare la storia di due ragazzi che si lasciano e lei le canta che era il suo primo amore ed il suo cuore è infranto. Nel video ci sono scene notturne e scene eseguite di giorno, con offuscamenti dell'obiettivo per inquadrare vari momenti in situazioni e angolazioni differenti.
Inizia con un dissipamento della telecamera verso il bianco e il marroncino in un'altalena dove Britney, con un berretto in testa e un vestito leggero, si sta dondolando, per poi vederla nella scena successiva andarsene per iniziare una nuova vita. Intanto, la troviamo cantare o sull'altalena, o sui gradini della sua casa, dove ha già salutato i suoi cari. Il suo ragazzo amoreggia e fa delle effusioni con lei, la ragazza (sempre la Spears) è felice e leggiadra nel sentirlo vicino. Vi s'alternano anche delle scene serali in cui i due ragazzi si coccolano e vanno verso una radura, arrampicandosi per un'impalcatura e stando insieme.
La Spears li guarda nostalgica e racconta del suo primo amore, mentre il ragazzo continua a mandarle baci e carezze, ma la ragazza col berretto ripete il ritornello con enfasi. I due fidanzati si piacciono e si coccolano, finché Britney non appare guardare le scene passate mentre racconta la sua sofferenza, e poi se ne va verso una fermata dell'autobus. Qui sale e se ne va, mentre il suo ex ragazzo giunge troppo tardi e china la testa all'indietro. La cantante ripete gli ultimi versi per poi passare, con uno sfocamento dello schermo, all'ultima immagine: Britney se ne va dall'altalena che continua a dondolare su se stessa, mentre l'obiettivo s'oscura lentamente.

## Tracce
CD (Australia)
1. From the Bottom of My Broken Heart (Radio Edit) – 4:34
2. (You Drive Me) Crazy (Jazzy Jim's Hip-Hop Mix) – 3:40
3. Thinkin' About You – 3:35
4. Sometimes (Answering Machine Message) – 0:25

CD (Stati Uniti)
1. From the Bottom of My Broken Heart (Radio Edit) – 4:34
2. (You Drive Me) Crazy (Jazzy Jim's Hip-Hop Mix) – 3:40
3. Enhanced with sneak peek of music videos "Born to Make You Happy" & "From the Bottom of My Broken Heart"

CD promozionale (Stati Uniti)
1. From the Bottom of My Broken Heart (Radio Edit) – 4:34

12" promozionale (Stati Uniti)
- Lato A

1. From the Bottom of My Broken Heart (Ospina's Millennium Funk Mix) – 3:31

- Lato B

1. From the Bottom of My Broken Heart (Ospina's Millennium Funk Mix Instrumental) – 3:31
2. From the Bottom of My Broken Heart (Radio Edit) – 4:34

## Classifiche

### Classifiche settimanali
| Classifica (1999) | Posizione massima |
| ----------------- | ----------------- |
| Australia         | 37                |
| Nuova Zelanda     | 23                |
| Stati Uniti       | 14                |

### Classifiche di fine anno
| Classifica (2000) | Posizione |
| ----------------- | --------- |
| Stati Uniti       | 77        |